# 홍익만
홍익만(洪翼曼, ?~?)은 조선 후기의 의관이다.

## 생애
숙종 때 비변사 서리였던 홍국신(洪國藎)의 아들이다.
정조대의 문인 유한준(兪漢雋, 1732년~1811년)은 〈예의홍익만전〉(㾐醫洪翼曼傳)이란 글을 남겼다. 유한준에 의하면, 주인공 홍익만은 특별하게도 전염병 전문의이며,가슴 속에 경계를 두지 않아 성품이 툭 트였고 사람의 위급함을 보면 비록 평소 모르는 사이라도 오직 그 급한 처지를 구원하려는 인물이었다. 이런 인품이었기에 그는 임술년(1742년, 영조18)과 계해년(1743년, 영조 19) 전염병이 돌았을 때 치료하여 살린 사람이 가장 많았다고 한다.

## 일화
홍익만이 어느 날 밤길을 가다가 길을 잃었는데 일흔쯤 된 노인이 나타나 자신이 이 고장 사람이라 소개했다. 그러고는 추운 날에 피곤하실 터이니 자신의 집으로 가서 박주(薄酒)일망정 한 잔 마시지 않겠느냐고 말을 건넸다. 익만이 노인을 따라 한참을 갔더니 노인은 홀연 보이지 않고, 움집에 시신 네다섯 구가 가로· 세로로 누워 있었으며, 시체들중 한 구가 바로 그를 인도했던 노인의 시체였다.  노인이 말했던 것처럼 술 한 병이 시렁 위에 있었는데, 홍익만은 위생을 위해 알코올이 든 술을 마신 뒤 시신을 거두어 묻어주고 떠났다.

## 참고 자료
- 강명관 (2004년 1월 5일). 〈수만 백성 살린 이름없는 명의들 - 민중의〉. 《조선의 뒷골목 풍경》 초 12쇄판. 서울: 푸른역사. ISBN 89-87787-74-5.